# 7-es busz (Balassagyarmat)
A balassagyarmati 7-es jelzésű autóbusz a Kenessey Albert Kórháztól indulva Ruhagyár és Szabó Lőrinc iskola érintésével tér vissza a Kenessey Albert Kórházhoz. A járatot a városi önkormányzat megrendelésére a Volánbusz üzemelteti.
A 7-es autóbusz a 7A, 7B, 8-as és 9-es buszokkal együtt alkotják a város tömegközlekedésének gerincét hétköznapokon, és tartják az óránkénti ütemes menetrendet.

## Útvonala
| Kenessey Albert Kórház felé |
| --- |
| Kenessey Albert Kórház – Rákóczi fejedelem út – Civitas Fortissima tér – Rákóczi fejedelem út – Kóvári út – Ady Endre út – Hétvezér utca – Batthyány utca – Horváth Endre utca – Mártírok útja – Nyírjesi út – Május 1. utca – Huszár Aladár utca – Május 1. utca – Leningen Károly utca – Kossuth Lajos út – Rákóczi fejedelem út – Kenessey Albert Kórház |

## Megállóhelyei
Munkanapokon 7 indítással közlekedik Kenessey Albert Kórház indulással/érkezéssel. Tanítási napokon egy indítással a Szabó Lőrinc iskola és a Kenessey Albert Kórház között közlekedik.
| 0  | Kenessey Albert Kórház végállomás |                               | Dr. Kenessey Albert Kórház-Rendelőintézet                                                                     |
| 1  | Rákóczi út 98.                    | 1, 1C, 2, 4, 6, 7A            | Nyitnikék Óvoda                                                                                               |
| 2  | Dózsa György út                   | 1, 1C, 2, 4, 6, 7A, 8         | |
| 3  | Hunyadi utca                      | 1, 1C, 2, 2C, 4, 6, 6A, 7A    | Mikszáth Kálmán Művelődési Központ, Szent-Györgyi Albert Gimnáziuma, Szakgimnáziuma és Szakközépiskolája      |
| 4  | Civitas Fortissima tér            | 1, 1C, 3B, 4, 6A, 7D          | Városháza, Vármegyeháza, Jánossy Képtár, Tornay Galéria, Balassagyarmati Törvényszék, Civitas Fortissima tér  |
| 5  | Malom                             | 1C, 3, 4, 6A                  | |
| 6  | Madách liget                      | 1C, 3, 4, 6A                  | |
| 7  | Kecskeliget                       | 6A                            | Kecskeliget, SSZC Mikszáth Kálmán Gimnáziuma, Szakgimnáziuma, Szakközépiskolája és Szakiskolája               |
| 8  | Klapka György utca                | 6A                            | |
| 9  | Vak Bottyán utca                  | 6A                            | |
| 11 | Ruhagyár                          | 2, 6, 6A                      | |
| 12 | Erdőgazdaság                      | 2, 6, 6A                      | |
| 13 | Mártírok útja                     | 2, 3, 6                       | |
| 14 | Nyírjesi úti óvoda                | 2, 3, 6                       | Játékvár Óvoda                                                                                                |
| 15 | Jeszenszky utca                   | 3, 3B, 6, 7A, 7D, 8C          | |
| 17 | Huszár Aladár úti forduló         | 3                             | |
| 18 | Szabó Lőrinc iskola               | 3B, 6, 7A, 8, 8C              | Szabó Lőrinc Általános Iskola                                                                                 |
| 19 | Jeszenszky utca                   | 3B, 6, 7A, 7D, 8C             | |
| 20 | Kis posta                         | 2, 2C, 3B, 7A, 7D             | |
| 22 | Benczúr Gyula utca                | 2, 2C, 3B, 7A, 7D             | |
| 24 | Deák Ferenc utca                  | 2C, 3B, 7A, 7D                | Evangélikus templom                                                                                           |
| 26 | Balassa utca                      | 2, 2C, 3B, 7A, 7D             | Pannónia Motorkerékpár Múzeum                                                                                 |
| 27 | Hunyadi utca                      | 1, 1C, 2, 2C, 4, 6, 6A, 7A, 9 | Mikszáth Kálmán Művelődési Központ, SSZC Szent-Györgyi Albert Gimnáziuma, Szakgimnáziuma és Szakközépiskolája |
| 28 | Dózsa György út                   | 1, 1C, 2, 6, 7A, 8, 9         | |
| 29 | Rákóczi út 98.                    | 1, 1C, 2, 6, 7A, 9            | Nyitnikék Óvoda                                                                                               |
| 30 | Kenessey Albert Kórház végállomás | 1, 2, 7A, 8C, 9               | Dr. Kenessey Albert Kórház-Rendelőintézet                                                                     |

## Külső hivatkozások
- Valósidejű utastájékoztatás. KMKK Zrt.. [2018. augusztus 21-i dátummal az eredetiből archiválva]. (Hozzáférés: 2018. augusztus 21.)